# フィリップ・ジャルスキー
フィリップ・ジャルスキー（Philippe Jaroussky, 1978年2月13日 - ）は、フランスのカウンターテナー歌手。華やかさのある美声と超絶的な技巧を持ち、バロックの声楽曲の解釈で高い評価を受ける。メゾン＝ラフィットの生まれ。ジャルスキーという珍しい姓はロシア革命を逃れてフランスに渡った祖父が入国の際、名前を聞かれて“Ya - Russky”（私はロシア人です）と答えたのが姓として登録されたものと、本人がインタビューで語っている。

## 経歴
11歳からヴァイオリンを、15歳からピアノを習う。楽器を始めたのが遅かったため、器楽演奏家になるというよりは和声学や作曲法を勉強するつもりで音楽院に入学した。ヴェルサイユのCNR（Conservatoire National de Région：地方国立音楽院）でヴァイオリンのディプロマを取得した後、18歳で声楽に転向し、ニコル・ファリアンらに師事。パリのCNRの古楽科声楽専攻を2001年に修了。
デビューは音楽院在学中の1999年、カウンターテナーのジェラール・レーヌ率いるイル・セミナリオ・ムジカーレが演奏したアレッサンドロ・スカルラッティのオラトリオ「エルサレムの王セデーチア」（Sedecia, Re di Gerusalemme）の公演でイスマエーレ王子役に抜擢される。この作品がヴァージン・レーベルで録音され、そのままレコード・デビューとなる。その後モンテヴェルディ「ポッペアの戴冠」、「オルフェオ」、ヴィヴァルディ「ウティカのカトーネ」、ヘンデル「リナルド」、「アグリッピーナ」など様々なバロック・オペラに出演した。2007年にはウィリアム・クリスティ指揮のもと、出演者全員が男性歌手という初演時と同様のプロダクションで初期バロックの作曲家ステーファノ・ランディの音楽劇「聖アレッシオ」のタイトルロールを歌い、話題となる。
自身のグループ、「アンサンブル・アルタセルセ」との音楽活動のほか、指揮者のジャン＝クロード・マルゴワールや、ジャン＝クリストフ・スピノジ率いる「アンサンブル・マテウス」、ジャン・チュベリ率いる「アンサンブル・ラ・フェニーチェ」、エマニュエル・アイム率いる「ル・コンセール・ダストレー」などとの共演が多い。
また、師事したファリアンがフランスの近代歌曲の専門家であるところから、音楽院時代からバロック曲と並行してフランス歌曲にも取り組んでおり、2009年にレイナルド・アーンやエルネスト・ショーソンなどのフランス歌曲作品を集めたディスク-「Opium」をリリースしたほか、日本を含む世界各地でフランス歌曲のコンサートを行っている。

## 受賞歴
2004年にフランスのヴィクトワール・ドゥ・ラ・ムジーク賞（Victoires de la musique classique）「新人オペラ・アーティスト賞」、2007年に同じく「年間最優秀オペラ・アーティスト賞」を受賞。2008年には同賞の「最優秀レコーディング賞」を受賞した。そして2010年に2度目のヴィクトワール・ドゥ・ラ・ムジーク賞「年間最優秀オペラ・アーティスト賞」を受賞。またドイツの「Echoクラシック賞（Echo Klassik）」では2008年の「今年の男性歌手」に選ばれている。2009年1月にフランスの芸術文化勲章の一つ、シュバリエ勲章を受勲した。同じく2009年にオランダの「エディソン賞」（Edison Music Awards）ソロ歌唱部門を受賞している。

## 私生活
2011年のインタビューで、ジャルスキーは次のように述べている。  彼は公然と同性愛者であり、2007 年以来、「非常に協力的な」 非ミュージシャン   His boyfriend sometimes travels with him.
彼のセクシュアリティに関する発言には、「tip Berlin」のインタビュアーへの次のような回答が含まれている。

Berlin tip: 多くのカウンターテナーが同性愛者である理由について、個人的な見解はありますか?
フィリップ・ジャルスキー: 私はそうです。 しかし、カウンターテナーのすべてまたは大多数がそうであるという意味ではない。 ひとつだけ気づいたことがある。ステージ上での女性とのラブシーンは、ステージパートナーがあなたが同性愛者であることを知っていると、はるかにやりやすくなるということだ。 唯一の課題は、笑える状態にならないことです。 そうでなければ、それは純粋な楽しみである。